# Vervant (Charente)
Vervant – miejscowość i gmina we Francji, w regionie Nowa Akwitania, w departamencie Charente.
Według danych na rok 1990 gminę zamieszkiwały 152 osoby, a gęstość zaludnienia wynosiła 16 osób/km² (wśród 1467 gmin regionu Poitou-Charentes, Vervant plasuje się na 842. miejscu pod względem liczby ludności, natomiast pod względem powierzchni na miejscu 857.).